# Iransko-irački rat
Iransko-irački rat bio je rat koji se vodio između Iraka i Irana tijekom većeg dijela osamdesetih godina dvadesetog stoljeća, od 1980. do 1988. godine. Nakon osam godina borbi, rat je ekonomski iscrpio obje države i uzrokovao gubitak više od milijuna ljudskih života.

## Nazivi rata
Do 1990. godine i Iračke invazije na Kuvajt, ovaj se sukob ponekad nazivao i "Zaljevskim ratom", ili "Perzijskim zaljevskim ratom". U Iranu se rat naziva "Nametnuta obrana" ili "Sveti rat". U Saddamovom, pak, Iraku, rat se nazivao "Sadamova Kadisija" ili "Sadamova slavna Kadisija". Ovime se prema službenom narativu Saddamove basističke stranke, aludiralo na Bitku kod Kadisije iz razdoblja arapske ekspanzije u 7. stoljeću, u kojoj su arapske vojske porazile vojske Sasanidske Perzije. Iran se do 1935. godine zvao Perzija.

## Uvod

### Odnos snaga prije rata
Zahvaljujući šahu Mohammedu Reza Pahlaviju, Iran je tijekom 1970-ih postao superioran Iraku u gotovo svim granama oružanih snaga.:str. 17 Osim što je raspolagalo s većim brojem letjelica, iransko je ratno zrakoplovstvo zahvaljujući šahovim dobrim odnosima s SAD-om nabavilo tada najmodernije američke lovce/presretače F-14 Tomcat.
Najveća razlika bila je u mornarici gdje Irak s obalom od svega 58 kilometara (naspram Iranske od 2400 km) nije mogao ustrojiti ozbiljniju pomorsku silu. Tako se Iračka mornarica sastojala od 12 brzih napadnih brodova kojima su bili suprotstavljeni iranski razarači, fregate, korvete, raketne topovnjače itd.:str. 17
Odnos kopnenih snaga bio je nešto izjednačeniji. Iako je Iran brojčano bio jači (280.000 prema 190.000), broj vojnih formacija bio je podjednak. Broj tenkova bio je gotovo isti (1800 prema 1750), s naglskom da je Irak bio stručan u gotovo svim oblicima oklopne borbe.:str. 18
Ovakve odnose snaga poljuljala je Iranska revolucija koja se dogodila 1979. godine. Nakon preuzimanja vlasti, nova islamistička vlast u Iranu započela je sustavne čistke iranskih oružanih snaga smatrajući ih najvjerojatnijim izvorom potencijalne proturevolucije i neistomišljenika. Na posebnom udaru nove islamističke politike našli su se djelatnici zrakoplovstva zbog čega su mnogi piloti i tehničari završili u zatvorima.

### Alžirski dogovor iz 1975.
Irak i Iran imali su teritorijalni spor na rijeci Šat al-Arab, koji je 1975. godine prividno bio riješen Alžirskim dogovorom. Do dogovora je došlo nakon što je tadašnji šahov režim potpomagao kurdsku pobunu u Iraku, pa je Saddam Hussein u zamjenu za prestanak šahove potpore Kurdima, pristao na koncesije u iransku korist. Iako se tada činilo da je dogovor postignut, irački lideri tim dogovorom zapravo su bili uvrijeđeni, pa su s padom šahova režima i zapadanja Irana u revolucionarni kaos ponovo počeli isticati stare pretenzije na ovo područje a Saddam je dogovor jednostrano proglasio ništavnim.

## Tijek rata

### Iračka invazija
U rujnu 1980. godine Irak započinje invaziju na naftom bogatu iransku pokrajinu Huzestan, koja se nalazila s iranske strane rijeke, kako bi povećavajući rezerve nafte svoju državu prometnuo u regionalnu velesilu. U Huzestanu se također nalazio i značajan postotak arapskog stanovništva, pa se Saddam pred njima htio prikazati kao osloboditelj, nadajući se njihovoj pobuni, koja se kako je vrijeme pokazalo, nikada nije dogodila. U rujnu 1980. godine Saddam je pokrenuo kopneni napad na ovu iransku provinciju zamišljen u stilu blitzkriega. U prvoj fazi napada iračko zrakoplovstvo napalo je iranske zračne baze želeći uništiti iransko zrakoplovstvo na zemlji, no učinci njihovog djelovanja su bili gotovo nikakvi. Zatim je krenuo napad iračkih tenkovskih divizija u dubinu iranskog teritorija prema Huzestanu, koje je usporio žilav otpor Iranaca oko grada Horamšara.
Iako su nakon dva mjeseca teških uličnih borbi za Horamšar Iračani uspjeli okupirati grad, njihova ofanziva nepovratno je izgubila je na zamahu i elementu iznenađenja, pa su se Iranci uspjeli konsolidirati a rat je postao statičan. Kao odgovor na iračku invaziju, iransko je zrakoplovstvo idućeg dana napalo ciljeve u dubini iračkog teritorija, gađajući naftnu industriju, brane i petrokemijska postrojenja. Iranski jurišni helikopteri, izveli su nekoliko prepada na iračke snage unutar teritorija Irana, uništivši nešto oklopnih vozila, no iračku ofanzivu nisu u potpunosti zaustavili. Do godine 1981., rat je ušao u pat poziciju, postavši statičan poput velikih rovovskih bitaka tijekom Prvog svjetskog rata, no istovremeno vođen suvremenim oružjima primjerenim kasnom 20. stoljeću.

### Taktike ljudskih valova
Budući da je Iran imao manjak teškog naoružanja, ali mnogo veći broj stanovnika, njihovi su se ratni napori počeli oslanjati na brojnost u ljudstvu, odnosno fanatične, ali slabo obučene i opremljene mladiće (ponekad i maloljetne) koje su zvali basidži. Oni bi inače kao topovsko meso prvi jurišali prema iračkim prednjim crtama, katkad čisteći minska polja svojim tijelima. Nakon njihovog juriša, nastupala je iranska Revolucionarna garda čiji je zadatak bio probijanje načetih iračkih linija obrane, dok bi potom nastupala regularna vojska s mehaniziranim pješaštvom, koje bi manevarskim ratovanjem nastojalo okružiti neprijatelja. Ovakve taktike, dovele su do nekoliko teških iračkih poraza, iako su bile izrazito krvave za iransku stranu koja ih je provodila.

### Istjerivanje Iračana iz Irana 1982.
Iran je u prvoj polovici 1982. godine, pokrenuo operacije: Neosporna pobjeda i Beit ol Moqaddas, ostvarivši nekoliko pobjeda nad Saddamovim vojskom, da bi zatim u ožujku iste godine iranska vojska oslobodila i Horamšar od iračkih okupatora. Ovi porazi uzdrmali su i brojčano oslabili Iračku vojsku, pa se Saddam Hussein odlučio na povlačenje svojih snaga iz većeg dijela Irana. Također je za kaznu dao pogubiti sav onaj časnički kadar kojeg je smatrao odgovornim za nedavne poraze. Dana 20. lipnja 1982., Irak je zatražio prekid neprijateljstava i ponudio potpuno povlačenje iz Irana kroz idućih dva tjedna. Međutim, vrhovni vođa Irana - Ruholah Homeini, ne samo da ponudu nije prihvatio, nego je i najavio da rat neće završiti dok Iran ne sruši Sadamom basistički režim, naplati ratna odštetu a Irak transformira u islamsku republiku. Sljedećih pet godina, Irak je uglavnom proveo u defenzivi, dok je iranska strana u nastavku rata pokrenula više od sedamdeset ofenziva prema teritoriju Iraka.

### Okršaji na granici
Iračka vojska ojačana tehnikom koja im je stigla iz Sovjetskog Saveza, ustrojila je na svojim granicama nekoliko profesionalno složenih linija obrane kojima su se branili po dubini. Kada bi Iranci pokrenuli svoje napade ljudskim valovima, iračka vojska bi se povukla a Iranci bi zbog konfiguracije obrane bili kanalizirani u zone uništenja gdje bi ih prvo prikovala snažna topnička vatra kombinirana s napadima zrakoplovstva a zatim bi ih iračko oklopništvo i mehanizirano pješaštvo u potpunosti istjeralo. Na taj način Iračani su željeli Irancima u kontinuitetu nanositi velike gubitke i tako "iskrvariti" mobilizacijski potencijal Irana za daljnji nastavak rata.

### Bitka za močvare
Pokretanjem Operacije Hajbar, u veljači 1984. godine iranska se je vojska pokušala probiti kroz močvarna područja na iračko-iranskoj granici koristeći čamce i transportne helikoptere. Na taj su način željeli presjeći komunikacije između iračke prijestolnice Bagdada i grada Basre na jugu Iraka. Iako je Iran pretrpio teške gubitke kad je iračka lovačka avijacija presrela pedesetak otpravljenih iranskih transportnih helikoptera CH-47 Chinook, od kojih se tek jedan uspio vratiti, Iranci su uspjeli uspostaviti kontrolu nad strateški važnim otokom Qurna. Iransko pješaštvo koje se probijalo kroz močvarne vode na granici, Iračani su ubili strujom postavljanjem električnih kablova u močvarnu vodu a zatim, prema pisanju LA Timesa, od tijela gomile ubijenih Iranaca izgradili cestu kroz močvarni teren. Unatoč teškim gubicima, koristeći silinu brojeva, Iranci su se probili kroz močvare, samo da bi ispred njih naletjeli na nove linije iračke obrane, s kojih su se Iračani branili upotrebom: topništva, zrakoplovstva, tenkova ali i bojnog otrova Iperita.

### Rat gradova
Početkom 1984. godine, Saddam se upustio u teroristička bombardiranja iranskih gradova, želeći demoralizirati stanovništvo Irana koja su prozvana "ratom gradova". Iračke oružane snage provodile su zračna bombardiranja iranskih gradova i napade korištenjem mobilnih raketnih lansera "R-300 Elbrus" – NATO naziva Scud. U ovim napadima pogibali su na tisuće iranskih građana. Iran je u međuvremenu nabavio vlastite Scud projektile iz Rusije i Libije i počeo uzvraćati raketnu paljbu po iračkim gradovima poput Bagdada.

### Tankerski rat
Godine 1984. počeo je "Tankerski rat", nakon što je Irak proglasio sve brodovlje koje ulazi/izlazi iz iranskih luka podložno napadima. Na taj način, Irak je želio isprovocirati disproporcionalni odgovor Irana, poput blokade Hormuškog tjesnaca, što bi onda u rat zapetljalo Sjedinjene Američke Države budući da je Bijela kuća nekoliko puta prijetila intervencijom bude li tjesnac zatvoren.

## Izraelski zračni napad
Usprkos anticionizmu Imama Homeinija, Izrael je surađivao s Iranom.  Tijekom 1970-ih Irak je pokušao nagovoriti Francusku da mu proda nuklearni reaktor sličan onima koji su korišteni u francuskom programu za razvoj oružja. Francuska je to odbila, ali je pristala prodati dijelove i pomoći u izgradnji eksperimentalnog reaktora Osirak u nuklearnom centru Tuwaitha nedaleko Bagdada.
Izrael je ustvrdio da Irak razvija nuklearno oružje. Strahujući da bi Irak mogao u budućnosti napasti Izrael, premijer Menachem Begin je poslao nekoliko ratnih zrakoplova tipa F16 koji su u samo nekoliko sekundi reaktor pretvorili u ruševine. Izraelska vojska je tada priopćila da je napadom "nuklearni duh Bagdada vraćen nazad u bocu".  Izraelski napad je dočekan s osudom, čak i od Sjedinjenih Država, tradicionalnog izraelskog saveznika.

## Kemijsko oružje
Zna se da je Irak od 1983. koristio bojni otrov iperit, a od 1985. i nervni bojni otrov tabun protiv iranskog pješaštva i slabo obučenih dobrovoljaca. Tabun ih je ubijao u vrlo kratkom vremenu.
Godine 1988. Irak je kemijsko oružje upotrijebio protiv Kurda na sjeveru zemlje.  Neke kurdske gerilske jedinice pridružile su se iranskoj ofenzivi. Dana 16. ožujka 1988. Irak je na kurdski grad Halabju bacio bombe punjene bojnim otrovima iperit, sarin i tabun. Procjenuje je se da je poginulo od 3 200 do 5 000 civila, dok su mnogi preživjeli bili suočeni s dugotrajnim zdravstvenim problemima.  Kemijsko oružje je korišteno i tijekom iračke ofenzive pod nazivom Anfal, sedmomjesečne kampanje u kojoj je korištena taktika spaljene zemlje i u kojoj je ubijeno ili nestalo između 50 000 i 100 000 Kurda. Tada je uništeno i stotine sela.
Vijeće sigurnosti Ujedinjenih naroda donijelo je rezoluciju kojom je osuđena upotreba kemijskog oružja. No, Sjedinjene Države i druge vlade zapadnog svijeta počele su u završnim fazama rata pružati vojnu i političku podršku Bagdadu.

## Podrška Zapada
Zapad je pod izlikom sprječavanja širenja iranskog utjecaja u regiji otvoreno stao na iračku stranu. Godine 1982. Sjedinjene Države su uklonile Irak s popisa država koje podržavaju terorizam. Dvije godine nakon toga uspostavljeni su diplomatski odnosi, koji su bili prekinuti još od arapsko-izraelskog rata 1967. 
Glavni irački dostavljač oružja bio je njegov dugogodišnji saveznik – SSSR.
No, nekoliko zapadnih država, uključujući Britaniju, Francusku i Sjedinjene Države, potajno je prodavalo oružje i vojnu opremu Iraku, a Amerikanci su sa Sadamovim režimom surađivali i na obavještajnom planu. 
Skandal «Irangate», kojim je otkriveno da su Sjedinjene Države potajno prodavale oružje Iranu pokušavajući isposlovati oslobađanje američkih talaca iz zatočeništva u Libanonu, izazvao je nesuglasice između Washingtona i Bagdada.
U završnim fazama rata Iran i Irak su svoje vojne snage usmjerili na napade na naftne tankere u Perzijskom zaljevu pokušavajući tako onemogućiti jedan drugog da ostvare prihod od izvoza nafte. Američki, britanski i francuski ratni brodovi bili su upućeni u Zaljev, gdje je nekoliko kuvajtskih tankera plovilo pod američkom zastavom i vojnom pratnjom kako bi se spriječilo Iran da ih napadne.
Još 1982. godine američki predsjednik Ronald Reagan je izjavio da će SAD napraviti što god je potrebno da Irak ne bi izgubio rat. Tijekom "tankerskog rata" američki ratni brodovi su 1988. godine uništili više iranskih naftnih platformi i greškom, kako su tvrdile vlasti u Washingtonu, oborili iranski putnički zrakoplov s 290 civila.

## Mir i dug
Prekid vatre stupio je na snagu mjesec dana kasnije, 20. kolovoza, a u to su područje upućene mirovne snage Ujedinjenih naroda. Rat nije bitnije promijenio granicu između dvije države, no cijena osmogodišnjeg ratovanja u ljudskim žrtvama i posljedicama po gospodarstvo je bila ogromna i za Irak i za Iran. Procjenjuje se da je poginulo 400 tisuća ljudi, a da ih je ranjeno čak 750 tisuća. Tijela poginulih su otkrivana sve do nedavno, neka su pronađena prošle godine. Ekonomska cijena rata je, prema nekima, za svaku zemlju iznosila više od 400 milijardi dolara. U taj iznos su uključeni troškovi razaranja te procjena o izgubljenom prihodu zbog otežane proizvodnje i izvoza nafte.

## Vanjske poveznice
- Dokumentarac o ratu  Arhivirana inačica izvorne stranice od 24. lipnja 2009. (Wayback Machine)
- Lista kompanija i zemalja koje su prodale kemijska oružja Iraku  Arhivirana inačica izvorne stranice od 13. veljače 2007. (Wayback Machine)
- Opširnije o ratu, s linkovima  Arhivirana inačica izvorne stranice od 25. travnja 2006. (Wayback Machine)
- Video snimke rata
- Irački nervni agensi  Arhivirana inačica izvorne stranice od 3. srpnja 2007. (Wayback Machine)
- Paul Reynolds. 'Kako je Sadam osramotio Zapad', BBC, 16. prosinca 2003.
- Globalna karta zemalja koje su stale na stranu u Iračko-iranskom ratu